# Longobardi
Longobardi est une commune de la province de Cosenza, dans la région de Calabre, en Italie.

## Administration
| Période                                  | Période | Identité | Étiquette | Qualité |
| ---------------------------------------- | ------- | -------- | --------- | ------- |
|                                          |         |          |           |         |
| Les données manquantes sont à compléter. |         |          |           |         |

### Communes limitrophes
Belmonte Calabro, Fiumefreddo Bruzio, Mendicino

## Personnages notables
- Saint Nicolas de Longobardi, minime, 1650-1709, patron de la ville.
- Elisa Miceli